# Giorgia Fiorio
Giorgia Fiorio (* 23. července 1967, Turín) je italská fotografka, výtvarnice a esejistka z Turína.

## Životopis
Jako teenager působila jako popová zpěvačka a vystupovala na festivalu v San Remu. Ve dvaceti letech se rozhodla, že chce být fotografkou.  Navštěvovala Mezinárodní centrum fotografie v New Yorku.
V roce 1995 Fiorio vyhrála Cenu Ernsta Haase v hodnotě 10 000 amerických dolarů za svou dokumentární práci. V roce 1997 byla Fiorio časopisem American Photography vyhlášena dokumentární fotografkou roku. 

## Diskografie

### Alba
- 1984 – Giorgia Fiorio (LP)
- 1986 – Giorgia (LP)
- 1988 - Prende al cuore (LP)

### Singly
- 1982 - Bimbo / Segreti
- 1983 - Avrò / Segreti
- 1983 - Un'altra panství / Indovinare
- 1984 - Se ti spogli / Bimbo
- 1986 - Piráti lásky / Ber, nebo nech to
- 1986 - Řekni mi proč / Ber to, nebo nech to
- 1986 - "Pirát lásky" / "Pirát lásky" (instrumentální verze)
- 1986 - „Vezmi, nebo nech být“ / „Pirát lásky“ (rozhlasová verze)
- 1987 - Rock Show / Clip Show
- 1987 - "Rock Show" / "You're the First the Last My Everything"
- 1988 - Io con te / Prende al cuore

## Knihy
- FIORIO, Giorgia. Men. [s.l.]: Hamburg Gruner und Jahr OCLC 722760415
- FIORIO, Giorgia; DEL GIUDICE, Daniele; BAURET, Gabriel. Rituale. [s.l.]: [s.n.] OCLC 699783667